# Entrerrios (kommun i Colombia)
Entrerrios är en kommun i Colombia.   Den ligger i departementet Antioquía, i den nordvästra delen av landet, 270 km nordväst om huvudstaden Bogotá. Antalet invånare är 8 447.